# تارا عبود
تارا عبود (2001 -) هي ممثلة أردنية من أصول فلسطينية.

## الحياة المهنية
وُلدت تارا في عمان. بدأت تارا مشوارها الفني مبكرًا كممثلة طفلة وهي في العاشرة من عمرها بأفلام قصيرة، مثل فيلم معتز مطر من خلف الباب، وفيلم تسجيل الدخول للمخرجة تيما الشوملي. وكان لها دور قيادي في فيلم أمجد الرشيد عام 2009 أميرة الجبال . 
لعبت تارا دور البطولة في المسلسل التلفزيوني الأردني عبور عام 2019، حيث ظهرت إلى جانب صبا مبارك. واختيرت تارا كأحد نجوم الغد العرب فيالاستفتاء السنوي لعام 2020.
ظهرت تارا عبود بدور أميرة في فيلم محمد دياب أميرة لعام 2021.  حصل الفيلم على جائزة لانتيرنا ماجيكا وجائزة نتيرفيلم في مهرجان البندقية السينمائي الدولي الثامن والسبعين. اختير الفيلم ليكون ممثلُا عن الأردن لجوائز الأوسكار، ولكن سحبته الهيئة الملكية الأردنية للأفلام بعد رد فعل عنيف على قصة الفيلم المثيرة للجدل، حيث تكتشف أميرة، الشخصية الفلسطينية التي تلعب دورها تارا عبود، أنها حملت بحيوان منوي مهرب من حارس سجين إسرائيلي وليس من أبيها الفلسطيني المسجون. ولعبت تارا أيضًا دور نور في فيلم تمرد لعام 2022 والذي عُرض لأول مرة عالميًا خلال الدورة الخامسة والسبعين لمهرجان كان السينمائي.
في عام 2023 ظهرت تارا عبود في مسلسل الجناة من إنتاج ديزني+ مع طاقم الممثلين جيما أرترتون وإدي إيزارد وكيربي هاول بابتيست وكيفن فيدال ونيامه ألجار .
في عام 2024 مثلت تارا عبود في مسلسل مدرسة الروابي للبنات الجزء الثاني بإنتاج نيتفلكس للمخرجة تيما الشوملي مع طاقم الممثلات كيرا يغنم ، تارا عطالله ، سارة يوسف ، تاليا الانصاري ، رنيم هيثم .

## أفلام مختارة
| سنة  | عنوان                | دور   | ملحوظات           |
| ---- | -------------------- | ----- | ----------------- |
| 2009 | أميرة الجبال         |       |                   |
| 2019 | العبور               |       | مسلسلات تلفزيونية |
| 2021 | أميرة                | أميرة | فيلم              |
| 2022 | تمرد                 | نور   | فيلم              |
| 2023 | الجناة               | عازار | مسلسلات تلفزيونية |
| 2024 | مدرسة الروابي للبنات | سارة  | مسلسلات تلفزيونية |

## وصلات خارجية
- تارا عبود في قاعدة بيانات الأفلام على الإنترنت